# Manutention du vrac

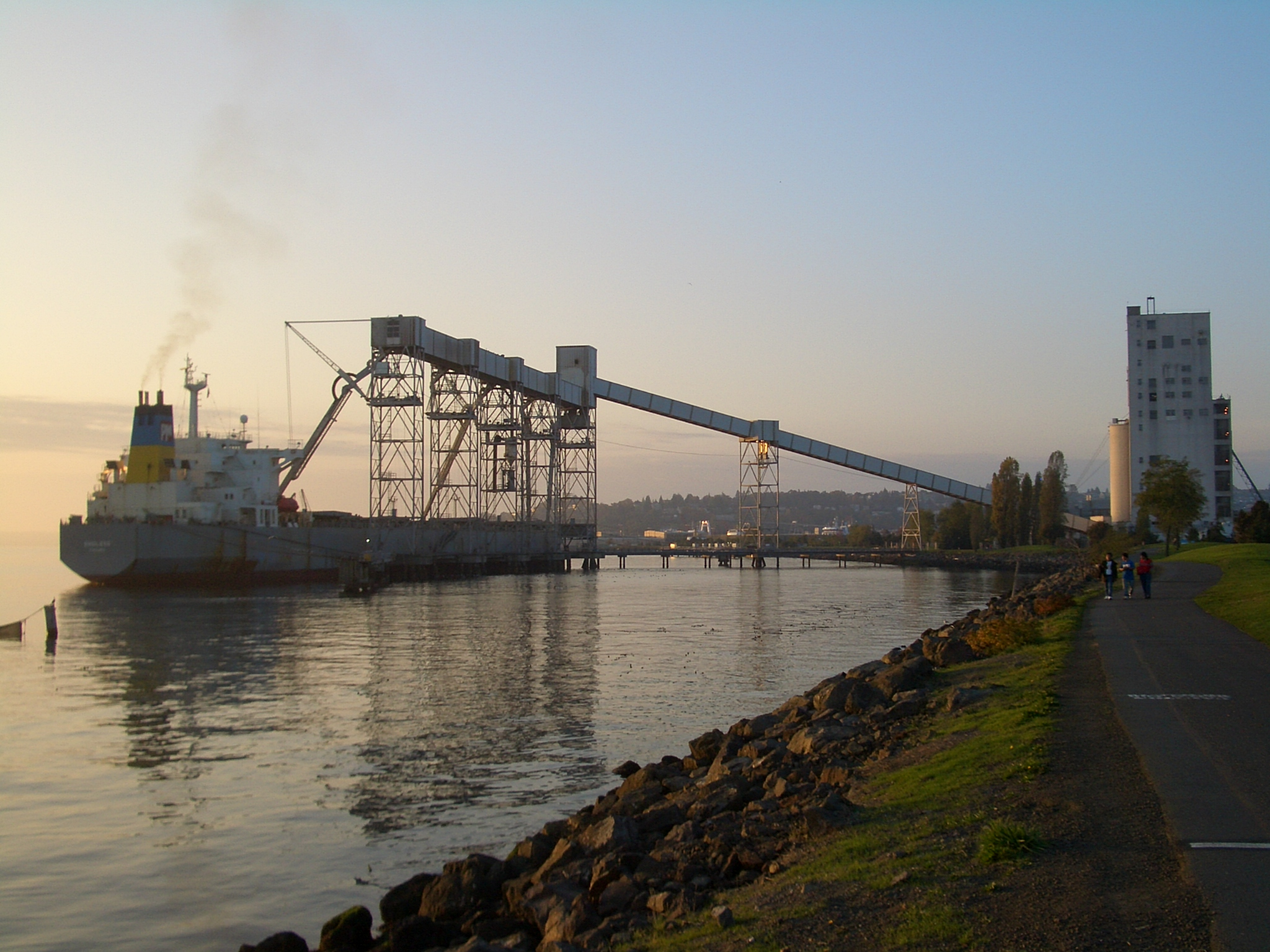
Un bateau chargé à Pier 86 Grain Terminal à Seattle

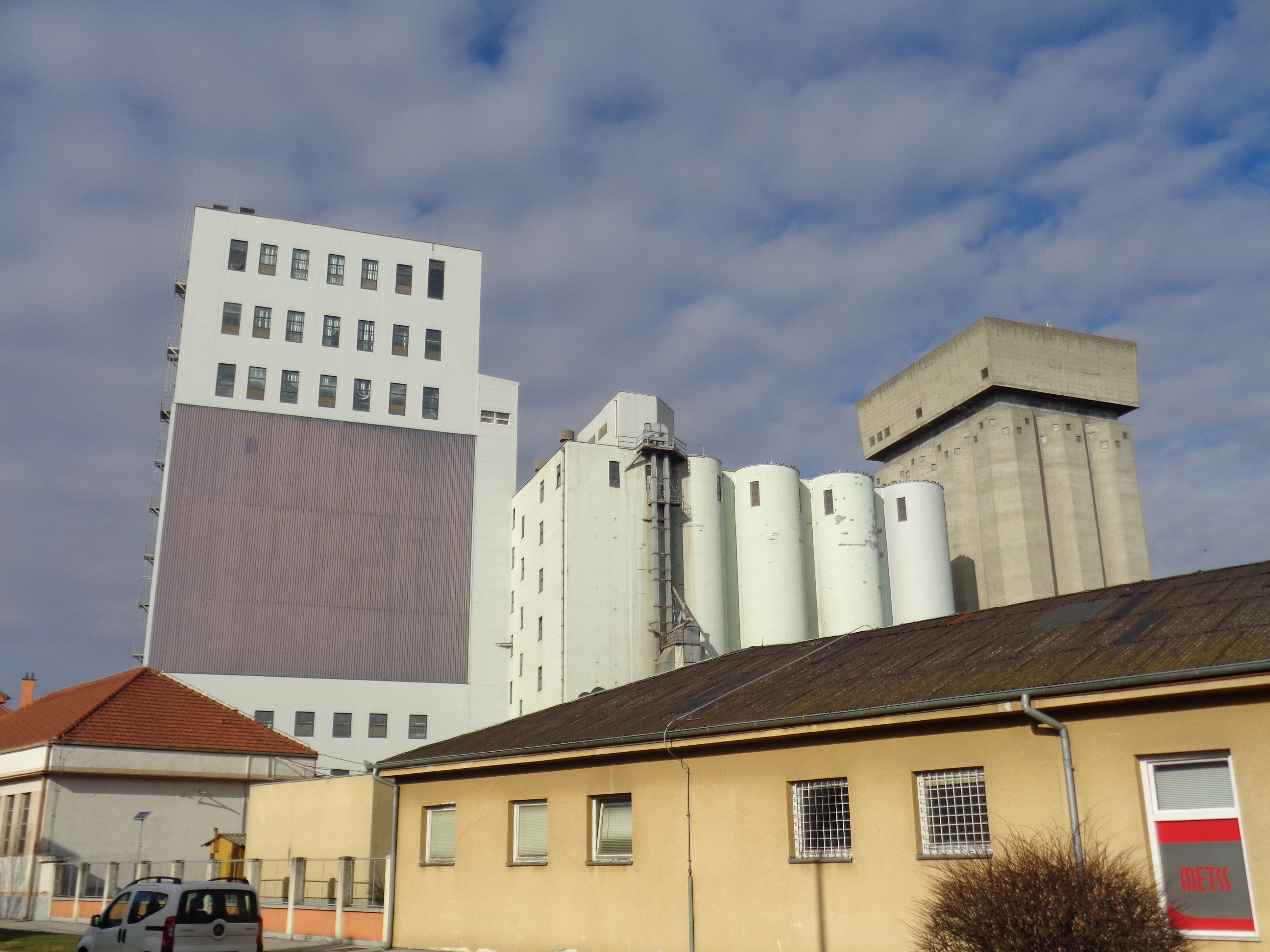
Silos de stockage de céréales en béton

La manutention de matériaux en vrac est un domaine d'ingénierie centré sur la conception et la fabrication d'équipements utilisés pour la manutention de matériaux secs, sans emballage et divisés tels que minerais, charbon, céréales, copeaux de bois, sable, gravier, pierre en vrac, poudres et autres matériaux en vrac. Les matériaux en vrac désignent tout matériau solide et fluide. La manutention du vrac concerne les déplacements, les traitements ou l'entreposage de la matière.  
La manutention du vrac est utilisée dans les domaines minier, agroalimentaire, métallurgique, cimenterie.     
Le type de système employé pour manipuler un matériau en vrac dépend des caractéristiques telles que la taille des particules, la fluidité, l'abrasivité, la corrosivité, la sensibilité à la contamination ainsi que l'environnement dans lequel il sera installé.    
Il existe deux types de système de manutention :     
- Équipement continu : Tout appareil de manutention qui transporte de façon continue des matériaux sur un trajet déterminé[1],[2]. Il s'agit principalement de convoyeur.
- Équipement discontinu : Tout équipement qui manipule du matériel de façon discrète tel que des chargeurs[1].

Les systèmes de manutention de matériaux en vrac sont généralement constitués de machines stationnaires telles que bandes transporteuses, transporteurs à vis, convoyeurs tubulaires, planchers mobiles (en), empileur, récupérateur, élévateurs à godets , bennes basculantes, rotary car dumper (en), chargeurs de navires (en), trémies (en) et déviateurs, des équipements mobiles tels que des chargeurs, des chargeurs/déchargeurs de trémies mobiles , diverses navettes, combinées avec des installations de stockage telles que des parcs à bestiaux (en), des silos de stockage ou des stocks (en). Les systèmes avancés de manutention de matériaux en vrac comportent stockage en vrac intégré (silos), transport (mécanique ou pneumatiques), et décharge.
Le but d'une installation de manutention de matériaux en vrac peut être de transporter du matériel d'un endroit (source) vers une destination finale ou de traiter du matériel comme le minerai concentré et la fusion ou la manutention de matériaux tels que grumes, copeaux de bois et sciure de bois dans les scieries et les usines de papier. Les autres industries utilisant la manutention de matériaux en vrac comprennent les minoteries et les chaudières à charbon.
Assurer le stockage et le contrôle des stocks et éventuellement le mélange des matériaux fait généralement partie d'un système de manutention de matériaux en vrac.
Dans les ports traitant de grandes quantités de matériaux en vrac, des déchargeurs en continu de navires (en) remplacent les grues à portique.

## Autre matériel de manutention des classifications (non-vrac)
Les classifications de manutention des matériaux autres qu'en vrac comprennent la palettisation et la conteneurisation.